# Wayne MacVeagh
Isaac Wayne MacVeagh (ur. 19 kwietnia 1833 w Phoenixville, zm. 11 stycznia 1917 w Waszyngtonie) – amerykański polityk.

## Życiorys
Uczęszczał do szkoły w Pottstwon, a następnie do Yale. Studiował nauki prawne w Chester i został przyjęty do palestry. W czasie wojny secesyjnej służył w armii Unii, gdzie dosłużył się stopnia majora. Ze względu na słaby stan zdrowia był zmuszony przedwcześnie odejść ze służby. W 1870 został mianowany posłem pełnomocnym w Zjednoczonym Królestwie Włoch i pełnił tę funkcję przez rok. W 1891 James Garfield zaproponował mu objęcie stanowiska prokuratora generalnego. Urząd ten zajmował także na początku prezydentury Chestera Arthura, jednak po pół roku zrezygnował. W 1894 został mianowany posłem pełnomocnym w Imperium Osmańskim. Z placówki w Stambule zrezygnował trzy lata później.